# Hardgainer
Der Begriff Hardgainer (deutsch etwa mühevoller Zunehmer) bezeichnet im Bodybuilding eine Person, deren Stoffwechsel die aufgenommene Nahrung, insbesondere Kohlenhydrate, überdurchschnittlich schlecht verwerten kann. Das Gegenteil dieses Typus ist ein Easygainer (manchmal fälschlich auch Softgainer), also jemand, der schnell an Körpergewicht zulegen kann.  

## Folgen
Hardgainer nehmen auch bei Aufnahme großer Mengen von Nahrungsmitteln nur sehr schwer an Gewicht zu. Einerseits hat dies einen positiven Effekt, da der Hardgainer kaum Fett anlegt; anderseits wird nur sehr schwer größere Muskelmasse aufgebaut. Abhilfe kann eine ausgewogene Ernährung bieten, bei der insbesondere großer Wert auf die vermehrte Zunahme wertvoller Kohlenhydrate gelegt wird. Hardgainer werden im allgemeinen Volksmund oft fälschlich auch als „schlechte Futterverwerter“ bzw. Menschen mit gutem Stoffwechsel bezeichnet, da nur der oberflächliche Effekt der schlechten Fettgewebezunahme registriert wird.

## Easygainer
Als Easygainer, manchmal fälschlich auch als Softgainer und im Volksmund als „gute Futterverwerter“ bezeichnet, werden Personen beschrieben, die schon bei Zufuhr geringer Nahrungsmittelmengen ziemlich schnell an Gewicht zunehmen. Für diesen Typ ist es einfach, Muskelmasse aufzubauen, dabei werden jedoch auch schnell Fettdepots aufgebaut, insbesondere bei Aufnahme von Kohlenhydraten. Daher vermeiden Easygainer die übermäßige Zufuhr von Kohlenhydraten und legen ihren Fokus auf die Einnahme eiweißhaltiger Nahrungsmittel.

## Kritik
Die simple Unterteilung in Hard- und Easygainer ist vor allem im Hobbysport und bei Fitness- und Ernährungsberatern verbreitet und hat mit seriöser Wissenschaft nichts zu tun. Ingo Froböse weist darauf hin, dass der Übergang des Stoffwechsels stufenlos sei und jeder „sich in eine der beiden Richtungen entwickeln“ könne.